# Luciano Todo Duro
Luciano Horácio Torres, mais conhecido como Luciano Todo Duro ou simplesmente Todo Duro (Recife, 1 de julho de 1965), é um pugilista brasileiro que já foi campeão do mundo pela Federação Mundial de Boxe na década de 1990. Por conta disso, é considerado o maior nome da história do boxe pernambucano.
Conhecido pelo bordão “Vou estraçaiá”, Todo Duro se notabilizou pela rivalidade implacável com o pugilista baiano Reginaldo Holyfield, caracterizada por pirraças, trocas de insultos e até brigas com luta corporal em pesagens e programas de televisão. O ápice da disputa entre os dois aconteceu durante uma entrevista no estúdio da TV Globo em Recife, onde ambos os pugilistas se atacaram ao vivo e acabaram derrubando o jornalista.
Esta rivalidade foi contada em um documentário, intitulado A Luta do Século, que foi dirigido pelo cineasta baiano Sérgio Machado.

## Carreira
| “ | "Se eu vou lutar com um camarada, observo ele. Levo caixão, coroa de flor, falo da esposa dele. Faço o que poucos fazem. Mas tem que ter coragem para fazer." | ” |

Todo Duro começou a lutar aos 15 anos, quando entrou na capoeira. Não demorou e logo entrou no boxe. Profissionalmente, deixou os ringues com um cartel de 70 combates, com 54 vitórias (45 por nocaute). O número de derrotas foi relativamente pequeno – oito.
Todo Duro sagrou-se campeão mundial pela World Boxing Federation, equivalente à segunda divisão do boxe. Ele conquistou o cinturão ao bater o estadunidense Tim Johnson por nocaute técnico em 1993. Defendeu o cinturão seis vezes e o reconquistou quando estava vago com um nocaute no 2° assalto sobre o sueco Fredrik Alvarez em 1997.
Sua derrota mais marcante foi para o galês Joe Calzaghe, que é lembrado como campeão mundial invicto, em um encontro ocorrido em 1997, antes da disputa com Alvarez.
Em 1999, Todo Duro passou 36 dias na Penitenciária Agrícola de Itamaracá (PE). Ele havia sido condenado a seis anos de prisão, em regime semiaberto, por ter assaltado um taxista, em 1989. De acordo com a sentença publicada em 22 de setembro de 1999, Todo Duro estava com um amigo num táxi indo para a rodoviária de Recife. Ao chegar ao local, teria sacado o revólver e pedido dinheiro ao taxista. Houve uma discussão no interior do veículo e depois os passageiros fugiram. Um motorista de ônibus teria visto a cena e chamado a polícia. Os advogados de Todo Duro alegaram que o assalto não foi consumado. No máximo, poderia se configurar uma tentativa de assalto. Assim, a 2ª Câmara Criminal do Tribunal de Justiça reduziu a pena inicial para três anos e oito meses. Como já tinha passado mais de oito anos do fato, a punição prescreveu, e Todo Duro pode ser solto.

### Rivalidade com Reginaldo Holyfield
O maior adversário de Todo Duro durante a sua carreira foi o baiano Reginaldo Holyfield, um ano mais novo que Todo Duro. Eles lutaram seis vezes com três vitórias para cada lado. No entanto, as brigas entre os rivais extrapolavam os ringues. Os dois já trocaram socos em coletivas de imprensa, pesagens e até durante participações de programas jornalísticos.
Depois de 11 anos da última luta, em 2015, um novo confronto entre os dois foi marcado, como parte do documentário A Luta do Século. Todo Duro, com 50 anos, venceu, por decisão unânime dos juízes, após um embate de seis rounds. A luta aconteceu no dia 11 de agosto de 2015, no Clube Português, em Recife.
Esta luta acabou sendo um desempate no confronto. Assim, a rivalidade terminou com quatro vitórias de Todo Duro contra 3 de Reginaldo Holyfield.

## Filmes
- 2010 - Vou Estraçaiá - documentário, produzido pelo cineasta Tiago Leitão, que conta a história de Todo Duro[2]
- 2016 - A Luta do Século - documentário que narra a rivalidade histórica entre Todo Duro e Holyfield[6]